# Navadna vodna kreša
Navadna vodna kreša (znanstveno ime Nasturtium officinale) je rastlina iz družine križnic. Uporablja se v prehrani in kot zdravilna rastlina.

## Opis
- Kratki, zgoščeni, topi grozdi.
- Premer cvetov 0,5-1 cm; prašnice rumene (če so vijoličaste, glej grenka penuša).
- Steblo votlo.
- Listi lihopernati, 5-9 lističev, temnozeleni.

## Rastišča
Hladni potoki, jarki, nabrežja. Ljubi blatna, apnenčasta ali nasploh bazična, peščena do prodnata tla. Na območjih brez apnenčastih kamnin ne raste; sicer redka rastlina, vendar v majhnih, včasih tudi gostih sestojih.

## Zanimivosti
Vsebuje gorčične glikozide, eterična olja, grenčine in vitamin C. Je stara zdravilna rastlina; liste je mogoče uporabiti za solato.